# Liste des chapitres de Tokyo Ghoul
Cet article est un complément de l'article sur le manga Tokyo Ghoul de Sui Ishida. Il contient la liste des volumes et des chapitres des mangas Tokyo Ghoul et Tokyo Ghoul:re publiés en volumes reliés. La version française est éditée par Glénat Manga depuis août 2013.

## Tokyo Ghoul
| no | Japonais          | Japonais          | Français          | Français          |
| no | Date de sortie    | ISBN              | Date de sortie    | ISBN              |
| --- | ----------------- | ----------------- | ----------------- | ----------------- |
| 1 | 17 février 2012   | 978-4-08-879272-9 | 28 août 2013      | 978-2-7234-9561-5 |
| Couverture : Ken KanekiListe des chapitres : - # 001 - Tragédie (悲劇, Higeki) - # 002 - Malaise (異変, Ihen) - # 003 - Horreur (最悪, Saiaku) - # 004 - Café (珈琲, Kōhii) - # 005 - Garde-manger (喰場, Jikiba) - # 006 - Retour (帰巣, Kisō) - # 007 - Tromperie (欺罔, Kimō) - # 008 - Kagune (赫子) - # 009 - Éclosion (孵化, Fuka) |                   |                   |                   |                   |
| 2 | 19 mars 2012      | 978-4-08-879291-0 | 6 novembre 2013   | 978-2-7234-9562-2 |
| Couverture : Touka KirishimaListe des chapitres : - # 010 - Antiquité (骨董, Kottō) - # 011 - Masque (仮面, Kamen) - # 012 - Devoir (任務, Ninmu) - # 013 - Colombes (白鳩, Hato) - # 014 - Ondée (驟雨, Shūu) - # 015 - Maman (母娘, Oyako) - # 016 - Prisonnier (幽囚, Yūshū) - # 017 - Lapin (兎面, Usagi-men) - # 018 - Éclosion (未開, Mikai) - # 019 - Souterrain (地下, Chika) |                   |                   |                   |                   |
| 3 | 19 juin 2012      | 978-4-08-879357-3 | 3 janvier 2014    | 978-2-7234-9828-9 |
| Couverture : Hinami FuegushiListe des chapitres : - # 020 - Portique (白門, Shiromon) - # 021 - Condoléances (哀悼, Aitō) - # 022 - Journal (新聞, Shinbun) - # 023 - Disparition (失踪, Shissō) - # 024 - Guet-apens (隠刃, Onjin) - # 025 - Réveil (開眼, Kaigan) - # 026 - Adversaire (対者, Taisha) - # 027 - Trio (三人, San'nin) - # 028 - Cercle (円環, Enkan) - # 029 - Mado (真戸, Mado) |                   |                   |                   |                   |
| 4 | 19 septembre 2012 | 978-4-08-879420-4 | 5 mars 2014       | 978-2-7234-9829-6 |
| Couverture : Shu TsukiyamaListe des chapitres : - # 030 - Amertume (苦味, Nigami) - # 031 - Yoriko (依子, Yoriko) - # 032 - Gourmet (美食, Bishoku) - # 033 - Flatteries (甘言, Kangen) - # 034 - Toboggan (滑台, Suberidai) - # 035 - Lutte solitaire (孤闘, Kotō) - # 036 - Habillage (下拵, Shitagoshirae) - # 037 - Dîner (晩餐, Bansan) - # 038 - Dépeçage (解体, Kaitai) - # 039 - Banquet (饗宴, Kyōen)                                                                                        |                   |                   |                   |                   |
| 5 | 19 décembre 2012  | 978-4-08-879478-5 | 7 mai 2014        | 978-2-7234-9935-4 |
| Couverture : Lize Kamishiro Dos du tome : Ken KanekiListe des chapitres : - # 040 - Invitation (招待, Shōtai) - # 041 - Clair de lune (月光, Gekkō) - # 042 - Ablation (掻爬, Sōha) - # 043 - Cicatrices (残痕, Zankon) - # 044 - Incarnation (受肉, Juniku) - # 045 - Aile noire (黒羽, Kurohane) - # 046 - Lumière (灯火, Tōka) - Hors série - "Lize" (リゼ, Rize) - # 047 - Pseudonyme (偽名, Gimei) - # 048 - Tympan (耳骨, Jikotsu)                                                              |                   |                   |                   |                   |
| 6 | 18 janvier 2013   | 978-4-08-879498-3 | 2 juillet 2014    | 978-2-7234-9936-1 |
| Couverture : Juuzo SuzuyaListe des chapitres : - # 049 - L'oiseau en cage (籠鳥, Rōchō) - # 050 - Banjo (万丈, Banjō) - # 051 - Aux ordres (勅令, Chokurei) - # 052 - Enlèvement (強奪, Gōdatsu) - # 053 - Leçon (講義, Kōgi) - # 054 - Aogiri (青桐, Aogiri) - # 055 - Complot (画策, Kakusaku) - # 056 - Regroupement (蠢動, Shundō) - # 057 - Fuite (逃奔, Tōhon) - # 058 - Cynisme (歪笑, Waishō)                                                                                                 |                   |                   |                   |                   |
| 7 | 19 avril 2013     | 978-4-08-879546-1 | 3 septembre 2014  | 978-2-344-00184-4 |
| Couverture : Ken KanekiListe des chapitres : - # 059 - Fermeture (休業, Kyūgyō) - # 060 - Ascension (衝天, Shōten) - # 061 - Lueur (微光, Bikō) - # 062 - Ken (金木, Kaneki) - # 063 - Cannibale (喰種, Gūru) - # 064 - Gêne (邪魔, Jama) - # 065 - Goule de feu (赫者, Kakuja) - # 066 - Extraction (摘出, Tekishutsu) - # 067 - Remords (呵責, Kashaku) - # 068 - Retrouvailles (邂逅, Kaikō) |                   |                   |                   |                   |
| 8 | 19 juillet 2013   | 978-4-08-879613-0 | 5 novembre 2014   | 978-2-344-00425-8 |
| Couverture : Ayato et Toka Kirishima Dos du tome : Tatara, Eto et NoroListe des chapitres : - # 069 - Autrefois (過日, Kajitsu) - # 070 - Deux enfants (姉弟, Kyōdai) - # 071 - Frère et sœur (二人, Futari) - # 072 - À moitié fini (半端, Hanpa) - # 073 - Etincelle (火花, Hibana) - # 074 - Inébranlable (不屈, Fukutsu) - # 075 - Secret (秘密, Himitsu) - # 076 - Signal (狼煙, Noroshi) - # 077 - Bât. 7 (七棟, Shichitō) - # 078 - Leurre (陽動, Yōdō) - # 079 - Nouvelle aube (新光, Shinkō) |                   |                   |                   |                   |
| 9 | 18 octobre 2013   | 978-4-08-879652-9 | 7 janvier 2015    | 978-2-344-00495-1 |
| Couverture : Akira Mado Dos du tome : Kotaro AmonListe des chapitres : - # 080 - Promotion (昇任, Shōnin) - # 081 - Subordonnée (部下, Buka) - # 082 - Expert (識者, Shikisha) - # 083 - Mon père (神父, Shinpu) - # 084 - Informateur (浮上, Fujō) - # 085 - Œil écarlate (隻眼, Sekigan) - # 086 - Visiteuse (来客, Raikyaku) - # 087 - Rumeur (噂話, Uwasabanashi) - # 088 - Inquiétudes (剣呑, Ken'non) - # 089 - Machination (奸計, Kankei)                                                      |                   |                   |                   |                   |
| 10 | 17 janvier 2014   | 978-4-08-879807-3 | 4 mars 2015       | 978-2-344-00647-4 |
| Couverture : Naki Dos du tome : Yamori (vu de dos)Liste des chapitres : - # 090 - Poursuite (追駆, Tsuiku) - # 091 - Détermination (剛毅, Gōki) - # 092 - Dame (淑女, Shukujo) - # 093 - Carotte (好餌, Kōji) - # 094 - Questionnements (胸中, Kyōchū) - # 095 - Pied-à-terre (寓居, Gūkyo) - # 096 - Plongée (潜行, Senkō) - # 097 - Dernier quartier (下弦, Kagen) - # 098 - Profondeurs (深層, Shinsō) - # 099 - Inconnu (未知, Michi) - # 100 - Centipède (百足, Mukade)                          |                   |                   |                   |                   |
| 11 | 18 avril 2014     | 978-4-08-879809-7 | 6 mai 2015        | 978-2-344-00658-0 |
| Couverture : Ken Kaneki Dos du tome : Kurona et Nashiro (Kuro et Shiro) YasuhisaListe des chapitres : - # 101 - Mixte (混成, Konsei) - # 102 - Noire et Blanche (白黒, Shirokuro) - # 103 - Coupures (刺剃, Sasori) - # 104 - Gaz (瓦斯, Gasu) - # 105 - Moi (僕私, Bokushi) - # 106 - Amnistie (大赦, Taisha) - # 107 - Plaie (裂目, Sakeme) - # 108 - Artificiel (人工, Jinkō) - # 109 - Pendu (吊人, Tsurushibito) - # 110 - Dégoût (帰来, Kirai) - # 111 - Parcours (線路, Senro)                 |                   |                   |                   |                   |
| 12 | 19 juin 2014      | 978-4-08-879859-2 | 1er juillet 2015  | 978-2-344-00899-7 |
| Couverture : Uta Dos du tome : Renji YomoListe des chapitres : - # 112 - Extinction (消灯, Shōtō) - # 113 - Plumes (氾羽, Hanpa) - # 114 - Croisements (絡身, Karami) - # 115 - Effondrement (破崩, Hahō) - # 116 - Retrouvailles (再逢, Saihō) - # 117 - Friche (乾田, Kanden) - # 118 - Déblocage (解錠, Kaijō) - # 119 - Ancestral (旧九, Kyūkyū) - # 120 - Translucide (透過, Tōka) - # 121 - Cœur de cible (正鵠, Seikoku)                                                                       |                   |                   |                   |                   |
| 13 | 20 août 2014      | 978-4-08-879887-5 | 30 septembre 2015 | 978-2-344-00913-0 |
| Couverture : Kishô ArimaListe des chapitres : - # 122 - Girafe (黄鈴, Kirin) - # 123 - XV (銃後, Jūgo) - # 124 - Kuzen (口前, Kuchimae) - # 125 - Révolution (壊天, Kaiten) - # 126 - Péché originel (原罪, Genzai) - # 127 - Compagnons (堅縁, Ken'en) - # 128 - Panorama (街望, Machi Nozomu) - # 129 - Sur scène (芸劇, Geigeki) - # 130 - Pertes (勝執, Shōshitsu) - # 131 - Choix (改問, Kaimon) - # 132 - Veglione (祭開, Saikai)                                                               |                   |                   |                   |                   |
| 14 | 17 octobre 2014   | 978-4-08-890031-5 | 25 novembre 2015  | 978-2-344-01026-6 |
| Couverture : Ken KanekiListe des chapitres : - # 133 - Brisures (塊砕, Kaisai) - # 134 - Impasse (倒惨, Tōsan) - # 135 - Averse (終雨, Shūu) - # 136 - Owl Down (伏牢, Fukurō) - # 137 - Un jour (溢花, Itsuka) - # 138 - Ignorance (屍爛, Shiran) - # 139 - Posthume (畏錯, Isaku) - # 140 - Tempérance (切声, Sessei) - # 141 - Basculement (痕児, Konji or Kongo) - # 142 - Exécution (宴戯, Engi) - # 143 - Sans Ken (研, Ken)                                                                    |                   |                   |                   |                   |

## Tokyo Ghoul:re
| no | Japonais          | Japonais          | Français          | Français          |
| no | Date de sortie    | ISBN              | Date de sortie    | ISBN              |
| --- | ----------------- | ----------------- | ----------------- | ----------------- |
| 1 | 19 décembre 2014  | 978-4-08-890081-0 | 6 janvier 2016    | 978-2-344-01326-7 |
| Couverture : Haise Sasaki (Ken Kaneki)Liste des chapitres : - Chapitre 1 : Naissance (骨, Hone) - Chapitre 2 : Proches (委舵と畏蛇, Ida to Ida) - Chapitre 3 : Bell (鐘, Kane) - Chapitre 4 : Marques (未と師、視と屍, Mi to Shi, Mi to Shi) - Chapitre 5 : Test (執徒, Shitto) - Chapitre 6 : Action (握人への悪賭, Akuto e no Akuto) - Chapitre 7 : Mind (昧人, Maindo) - Chapitre 8 : Manier (代行者, Daikōsha) - Chapitre 9 : Pensées (継情, Keijō) |                   |                   |                   |                   |
| 2 | 19 mars 2015      | 978-4-08-890132-9 | 2 mars 2016       | 978-2-344-01325-0 |
| Couverture : Toka KirishimaListe des chapitres : - Chapitre 10 : Doute (疑枠, Giwaku) - Chapitre 11 : Miss (待ち甲斐, Machigai) - Chapitre 12 : Cencé (枯魂, Kodama) - Chapitre 13 : Tour de sang (ああ降ろう、血, Ā Furō, Chi) - Chapitre 14 : Frein (韻に触れる, In ni Fureru) - Chapitre 15 : Corps (更努, Kōdo) - Chapitre 16 : Écrit (右, Migi) - Chapitre 17 : Clues (モテ, Mote) - Chapitre 18 : Ferry (渡し舟, Watashibune) - Chapitre 19 : Party (パーティー, Pātī) - Chapitre 20 : Charge (回転移動, Kaiten Idō) |                   |                   |                   |                   |
| 3 | 19 juin 2015      | 978-4-08-890211-1 | 4 mai 2016        | 978-2-344-01324-3 |
| Couverture : Seido TakizawaListe des chapitres : - Chapitre 21 : Bobine (選る, Yoru) - Chapitre 22 : Joindre (謬徒, Byūto) - Chapitre 23 : Lish (梨酒, Rishu) - Chapitre 24 : Enchérir (撫気, Buke) - Chapitre 25 : Fort (令, Rei) - Chapitre 26 : Versant (あ, A) - Chapitre 27 : Coil (呼居, Koiru) - Chapitre 28 : Verbe (場乱す, Ba Imasu) - Chapitre 29 : Secousse (栖求, Sukyū) - Chapitre 30 : Call (凍る, Kōru) - Chapitre 31 : Vers (ピュート, Pyūto) - Hors-série 32.1 : Joker (ジョーカー, Jōkā) |                   |                   |                   |                   |
| 4 | 18 septembre 2015 | 978-4-08-890254-8 | 6 juillet 2016    | 978-2-344-01493-6 |
| Couverture : Shu TsukiyamaListe des chapitres : - Chapitre 31.5 : Dernier pot (主と, Shu to) - Chapitre 32 : Compenser (喰い足る, Kuitaru) - Chapitre 33 : Censé (抱く書, Idakusho) - Chapitre 34 : Flux (良い形, Yoi Katachi) - Chapitre 35 : Source (依存, Izon) - Chapitre 36 : Trouvailles (ふと, Futo) - Chapitre 37 : Cette (屍秘, Shipi) - Chapitre 38 : Un M (あるM, Aru M) - Chapitre 39 : Percussions (深浅, Shinsen) - Chapitre 40 : Mora (網羅, Mōra) - Chapitre 41 : L'as des F (fのエース, f no Ēsu) |                   |                   |                   |                   |
| 5 | 18 décembre 2015  | 978-4-08-890331-6 | 7 septembre 2016  | 978-2-344-01744-9 |
| Couverture : Ken Kaneki et EtoListe des chapitres : - Chapitre 42 : Futé (灯糸, Hīto) - Chapitre 43 : Pomme (示音, Jion) - Chapitre 44 : # - Chapitre 45 : Plan t (計画t, Keikaku tī) - Chapitre 46 : C' (C°, Shīdo) - Chapitre 47 : Match (燐寸, Macchi) - Chapitre 48 : N.T. (N.T., Enu Tī) - Chapitre 49 : Foule (脈打つ信号, Myakūtsu shingō) - Chapitre 50 : Main (手, Te) - Chapitre 51 : Solution (剃る芯, Soru shin) - Chapitre 52 : Ève (イヴ, Ivu) |                   |                   |                   |                   |
| 6 | 18 mars 2016      | 978-4-08-890376-7 | 2 novembre 2016   | 978-2-344-01745-6 |
| Couverture : Nimura FurutaListe des chapitres : - Chapitre 53 : Rêve (夢, Yume) - Chapitre 54 : Poste (娩児, Benji) - Chapitre 55 : Alice (Alice&, Arisu to) - Chapitre 56 : Deux rois (二の王, Futatsu no Ō) - Chapitre 57 : Quiem (悔いて笑む, Kuite Emu) - Chapitre 58 : 戯れ薄く (Zare Usuku) - Chapitre 59 : Structuration (伏せ!, Fuse!) - Chapitre 60 : Union (血の糸, Chi-no Ito) - Chapitre 61 : the ENT (ji Ento) - Chapitre 62 : En force (都を抱く, To o Daku) - Chapitre 63 : Genèse (葬生樹, Sōseiki) |                   |                   |                   |                   |
| 7 | 17 juin 2016      | 978-4-08-890411-5 | 1er février 2017  | 978-2-344-01995-5 |
| Couverture : Ken KanekiListe des chapitres : - Chapitre 64 : Parer (喰う腑, Kuu Fu) - Chapitre 65 : Angle mort (重歩, Chōbo) - Chapitre 66 : Réceptacle (古き護り, Furuki Mamori) - Chapitre 67 : Programmation (器移, Ki'i) - Chapitre 68 : Sit (Sのそれ, Esu no Sore) - Chapitre 69 : Fermés (施浄, Sejō) - Chapitre 70 : Écriture (カミナリウサギ, Kaminari Usagi) - Chapitre 71 : Vocation (望苦, Bōku) - Chapitre 72 : Fugitifs (失神と伝導, Shisshin to Dendō) - Chapitre 73 : Floraison (花, Hana) - Chapitre 74 : EF (EF, Ī Efu) - Chapitre 75 : L'œuf de feu (Kの卵, Kei no Tamago) |                   |                   |                   |                   |
| 8 | 16 septembre 2016 | 978-4-08-890497-9 | 5 juillet 2017    | 978-2-344-02304-4 |
| Couverture : Kishô ArimaListe des chapitres : - Chapitre 76 : Le renard (惰疎, Dauto) - Chapitre 77 : Ascètes (死痴, Shichi) - Chapitre 78 : 100p - Chapitre 79 : Cris (喰らい, Kurai) - Chapitre 80 : Dent pour dent (歯を, Ha o) - Chapitre 81 : Hai- (琲, Hai) - Chapitre 82 : Au cœur (心臓を, Shinzō o) - Chapitre 83 : Une porte se ferme sur les ténèbres (門のとじる音をきいた, Mon no Tojiru Oto o Kiita) - Chapitre 84 : Battements d'ailes (羽 与えられ, Hane ataerare) - Chapitre 85 : Boîte blanche (しろい箱, Shiroi hako) - Chapitre 86 : Arc-en-ciel blanc (白虹, Hakkō or Shironiji) |                   |                   |                   |                   |
| 9 | 19 décembre 2016  | 978-4-08-890559-4 | 4 octobre 2017    | 978-2-344-02391-4 |
| Couverture : Kotaro AmonListe des chapitres : - Chapitre 87 : Pétition (厭なこ, Iya na ko) - Chapitre 88 : Explosion (はっぱ, Happa) - Chapitre 89 : Dégoût (嘔吐すべき, Ōto Subeki) - Chapitre 90 : Jeté (クズ, Kuzu) - Chapitre 91 : Mépris (うえ, Ue) - Chapitre 92 : Éveil difficile (醜頭, Minikuiatama) - Chapitre 93 : Le mensonge des f (fの嘘, f no Uso) - Chapitre 94 : À cœur ouvert (広げる胸, Hirogeru Mune) - Chapitre 95 : AM (Am, Ē Emu) - Chapitre 96 : Sang-froid (疑う血, Utagau Chi) - Chapitre 97 : Rencontre (身一つ, Mi Hitotsu) - Chapitre 98 : Embranchement (旧派, Kyūha) |                   |                   |                   |                   |
| 10 | 17 mars 2017      | 978-4-08-890603-4 | 7 février 2018    | 978-2-344-02535-2 |
| Couverture : Kuki UrieListe des chapitres : - Chapitre 99 : De but en blanc (白, Shiro) - Chapitre 100 : Les mains rouges (赤い手の, Akai Te no) - Chapitre 101 : Jouets (玩具の, Omocha no) - Chapitre 102 : Grande Alliance (大環, Ōkan) - Chapitre 103 : Opulence (ありあまるほどの富, Ariamaru hodo no tomi) - Chapitre 104 : Mort subite (頓シ, Tomi shi) - Chapitre 105 : En scène (床, Yuka) - Chapitre 106 : Mauvaise (ダメな線, Damena sen) - Chapitre 107 : V (V, Vī) - Chapitre 108 : Éternité (永久, Towa) - Chapitre 109 : Repentir (ペンまで, Pen made) - Chapitre 110 : Eux (其れ, Sore) |                   |                   |                   |                   |
| 11 | 19 juin 2017      | 978-4-08-890682-9 | 2 mai 2018        | 978-2-344-02873-5 |
| Couverture : Tōru MutsukiListe des chapitres : - Chapitre 111 : Ensemble P (集合P, Shūgōpi) - Chapitre 112 : Secours (栖救, Sei kyū) - Chapitre 113 : Moi (わたしは, Watashi wa) - Chapitre 114 : Cher (いとし, Itoshi) - Chapitre 115 : Flexions (問い子, Toi-ko) - Chapitre 116 : Un rêve passé (いつかの夢, Itsuka no yume) - Chapitre 117 : Lever le pouce (親指立てる, Oyayubi tateru) - Chapitre 118 : Bonne nouvelle (良い話, Ī hanashi) - Chapitre 119 : Croix (クルス, Kurusu) - Chapitre 120 : B.O.L (う・つ・わ, U·tsu·wa) - Chapitre 121 : Pendu seul (ひとり吊るされる, Hitori tsurusareru) - Chapitre 122 : Quand ? (何時にする？, Nanji ni suru?) |                   |                   |                   |                   |
| 12 | 19 juillet 2017   | 978-4-08-890699-7 | 4 juillet 2018    | 978-2-344-02874-2 |
| Couverture : Saiko YonebayashiListe des chapitres : - Chapitre 123 : Échec (フェイル, Feiru) - Chapitre 124 : Un fil (一糸, Isshi) - Chapitre 125 : X - Chapitre 126 : Bagues (指輪, Yubiwa) - Chapitre 127 : Début (はじめ, Hajime) - Chapitre 128 : Nourriture (膳, Zen) - Chapitre 129 : Souffrant (苦, Ku) - Chapitre 130 : Inutile (意味なし, Imi nashi) - Chapitre 131 : Le cochon pensant (考える豚, Kangaeru Buta) - Chapitre 132 : Double sens (二つの意味で, Futatsu no Imi de) |                   |                   |                   |                   |
| 13 | 19 octobre 2017   | 978-4-08-890758-1 | 19 septembre 2018 | 978-2-344-02875-9 |
| Couverture : Jūzō SuzuyaListe des chapitres : - Chapitre 133 : Un ange de la mort pour trois (3人分の死神を立たせておきました, 3-nin bun no shinigami o tatase te oki mashita) - Chapitre 134 : Dans le doute (いざ知らず, Iza shira zu) - Chapitre 135 : La nuit approch (夜がくる, Yoru ga kuru) - Chapitre 136 : En dépit du courage (勇むものの, Isamu monono) - Chapitre 138 : Izanagi (いざなぎ, Izanagi) - Chapitre 138 : Chutes (塔から落ちる, Tō kara ochiru) - Chapitre 139 : Celui qui rit (彼は笑う, Kare wa warau) - Chapitre 140 : N l'impitoyable (Nによる殺生, En niyoru sesshō) - Chapitre 141 : Imprégnation (染みはたる, Shimi wa taru) - Chapitre 142 : Lamentation (愁う, Ureu) - Chapitre 143 : ␣ - Chapitre 144 : a                                                          |                   |                   |                   |                   |
| 14 | 19 janvier 2018   | 978-4-08-890820-5 | 21 novembre 2018  | 978-2-344-03193-3 |
| Couverture : Hideyoshi NagachikaListe des chapitres : - Chapitre 145 : TCTRE (タイトル, Taitoru) - Chapitre 146 : ::::: - Chapitre 147 : 1 - Chapitre 148 : La volonté d'un homme (いしはどこに, Ishi wa doko ni) - Chapitre 149 : Rupture (破竹, Hachiku) - Chapitre 150 : Arche (箱舟, Hakofune) - Chapitre 151 : Apparition (出てく, Deteku) - Chapitre 152 : Sacrifice (一柱, Icchū) - Chapitre 153 : Un rebut (ゴミひとつ, Gomi hitotsu) - Chapitre 154 : Imitation (トレース, Torēsu) |                   |                   |                   |                   |
| 15 | 19 mars 2018      | 978-4-08-890881-6 | 26 janvier 2019   | 978-2-344-03295-4 |
| Couverture : Lize KamishiroListe des chapitres : - Chapitre 155 : Mensonges (いくつかの嘘, Ikutsu ka no uso) - Chapitre 156 : Face interne (うちがわ, Uchigawa) - Chapitre 157 : Signes (しるし, Shirushi) - Chapitre 158 : Ici (是, Ze) - Chapitre 159 : S (S, Esu) - Chapitre 160 : Maudit (喪, Mo) - Chapitre 161 : Que vienne le temps d'une mort douce (来たれ、汝甘き死の時よ, Kitare, nanji kan ki shi no toki yo) - Chapitre 162 : Une grenade en main (ざくろ手に, Zakuro te ni) - Chapitre 163 : Impérissable (不壊, Fue) - Chapitre 164 : L'homme en blanc (しろい者, Shiroi mono) |                   |                   |                   |                   |
| 16 | 19 juillet 2018   | 978-4-08-891050-5 | 17 avril 2019     | 978-2-344-03528-3 |
| Couverture : Ken KanekiListe des chapitres : - Chapitre 165 : Flou (うすらい, Usurai) - Chapitre 166 : Et (et, e to or ī tī) - Chapitre 167 : Transparence (とうめい, Tōmei) - Chapitre 168 : Parfums (匂へど, Nio edo) - Chapitre 169 : Aux causes (群因たちへ, Gun'in tachi e) - Chapitre 170 : Évolution et étoiles (進化と星, Shinka to hoshi) - Chapitre 171 : Disparaître (きえる, Kieru) - Chapitre 172 : Parfait (十分, Jūbun) - Chapitre 173 : Va-t'en (去なさん, Inasan) - Chapitre 174 : Faire (する, Suru) - Chapitre 175 : Le roi des insectes (虫の王, Mushi no Ō) - Chapitre 176 : Rêve perdu (喪う, Ushinau) - Chapitre 177 : Rémission (転帰, Tenki) - Chapitre 178 : Blanche et le lapin (白と兎, Shiro to usagi) - Chapitre 179 : Le chant des chèvres (山羊のうた, Yagi no uta) |                   |                   |                   |                   |

### Tokyo Ghoul
Édition japonaise
1. 1 2  (ja) « Tome 1 »
2. 1 2  (ja) « Tome 2 »
3. 1 2  (ja) « Tome 3 »
4. 1 2  (ja) « Tome 4 »
5. 1 2  (ja) « Tome 5 »
6. 1 2  (ja) « Tome 6 »
7. 1 2  (ja) « Tome 7 »
8. 1 2  (ja) « Tome 8 »
9. 1 2  (ja) « Tome 9 »
10. 1 2  (ja) « Tome 10 »
11. 1 2  (ja) « Tome 11 »
12. 1 2  (ja) « Tome 12 »
13. 1 2  (ja) « Tome 13 »
14. 1 2  (ja) « Tome 14 »

Édition française
1. 1 2  (fr) « Tome 1 »
2. 1 2  (fr) « Tome 2 »
3. 1 2  (fr) « Tome 3 »
4. 1 2  (fr) « Tome 4 »
5. 1 2  (fr) « Tome 5 »
6. 1 2  (fr) « Tome 6 »
7. 1 2  (fr) « Tome 7 »
8. 1 2  (fr) « Tome 8 »
9. 1 2  (fr) « Tome 9 »
10. 1 2  (fr) « Tome 10 »
11. 1 2  (fr) « Tome 11 »
12. 1 2  (fr) « Tome 12 »
13. 1 2  (fr) « Tome 13 »
14. 1 2  (fr) « Tome 14 »

### Tokyo Ghoul:re
Édition japonaise
1. 1 2  (ja) « Tome 1 »
2. 1 2  (ja) « Tome 2 »
3. 1 2  (ja) « Tome 3 »
4. 1 2  (ja) « Tome 4 »
5. 1 2  (ja) « Tome 5 »
6. 1 2  (ja) « Tome 6 »
7. 1 2  (ja) « Tome 7 »
8. 1 2  (ja) « Tome 8 »
9. 1 2  (ja) « Tome 9 »
10. 1 2  (ja) « Tome 10 »
11. 1 2  (ja) « Tome 11 »
12. 1 2  (ja) « Tome 12 »
13. 1 2  (ja) « Tome 13 »
14. 1 2  (ja) « Tome 14 »
15. 1 2  (ja) « Tome 15 »
16. 1 2  (ja) « Tome 16 »

Édition française
1. 1 2  (fr) « Tome 1 »
2. 1 2  (fr) « Tome 2 »
3. 1 2  (fr) « Tome 3 »
4. 1 2  (fr) « Tome 4 »
5. 1 2  (fr) « Tome 5 »
6. 1 2  (fr) « Tome 6 »
7. 1 2  (fr) « Tome 7 »
8. 1 2  (fr) « Tome 8 »
9. 1 2  (fr) « Tome 9 »
10. 1 2  (fr) « Tome 10 »
11. 1 2  (fr) « Tome 11 »
12. 1 2  (fr) « Tome 12 »
13. 1 2  (fr) « Tome 13 »
14. 1 2  (fr) « Tome 14 »
15. 1 2  (fr) « Tome 15 »
16. 1 2  (fr) « Tome 16 »